# Sonagazi
Sonagazi (en bengali : সোনাগাজী) est une upazila du Bangladesh dans le district de Feni. En 1991, on y dénombrait 215 122 habitants.